# Piazza del Duomo (San Gimignano)

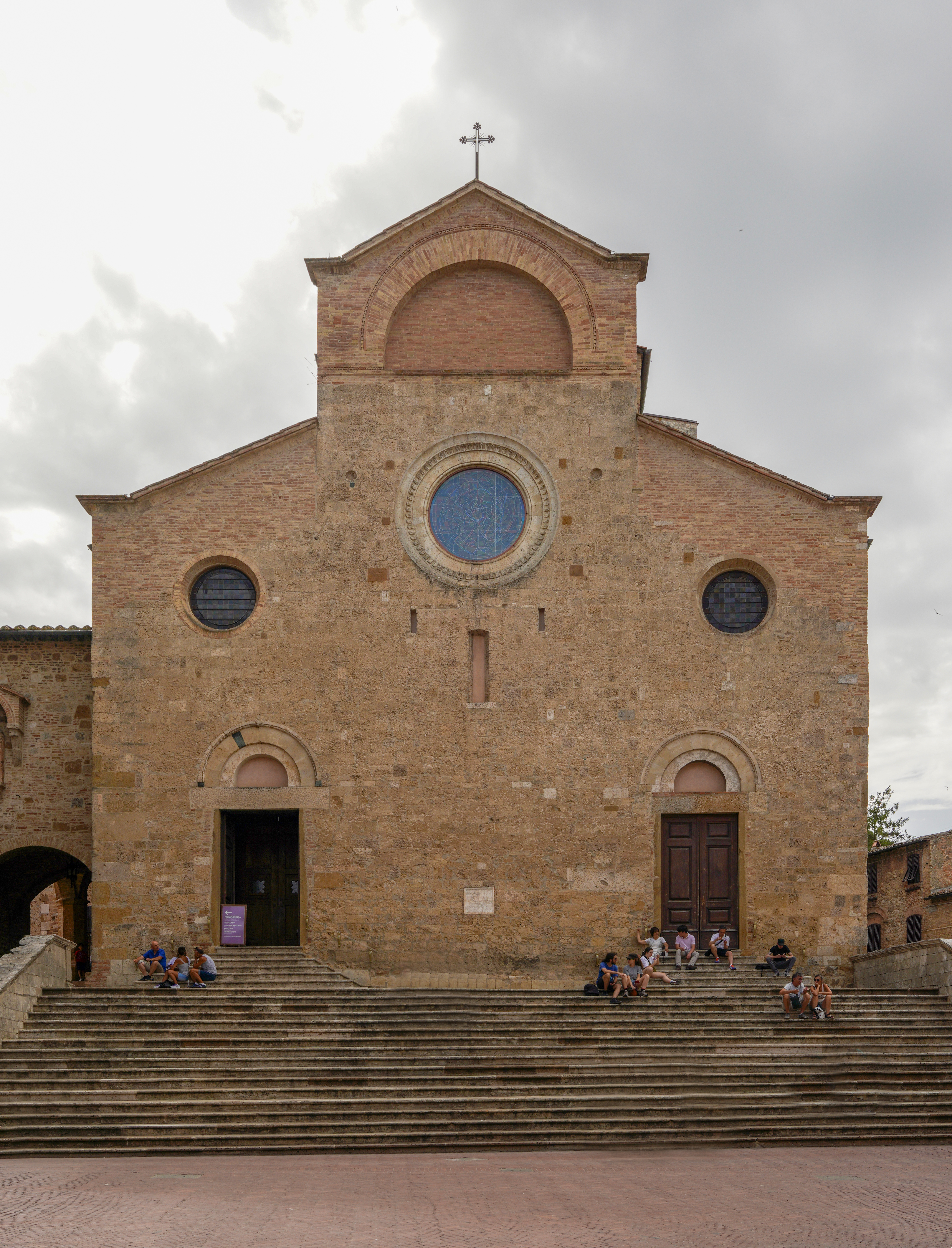
La Collegiata.

La Piazza del Duomo de San Gimignano, Toscana, Italia, era el centro de la vida religiosa y política de la ciudad en la Edad Media. Está situada, como la cercana Piazza della Cisterna (sede del mercado, fiestas y torneos), en el cruce del eje norte-sur de la Vía Francígena y el eje este-oeste de la antigua carretera Pisa-Siena. Tiene una ligera pendiente.

## Historia
La plaza debe su nombre a la Collegiata, que se encuentra allí desde el siglo XI, aunque su aspecto actual se configuró en la primera mitad del siglo XIII, durante el período de oro de la economía y la importancia política de San Gimignano. Datan de este período los principales edificios públicos y la "rotación" de la catedral, con una nueva fachada opuesta al Palazzo vecchio del Podestà.

## Edificios
Con forma trapezoidal, el lado oeste está ocupado por la fachada de la Collegiata, sobre una escalinata. En el lado opuesto se encuentra el Palazzo vecchio del Podestà, con la Torre Rognosa, al lado de la Torre Chigi. El lado norte está dominado por las gemelas Torri dei Salvucci; y el sur por el Palazzo nuovo del Podestà, con la Loggia del Comune, flanqueado por la Torre Grossa.

## Galería de imágenes

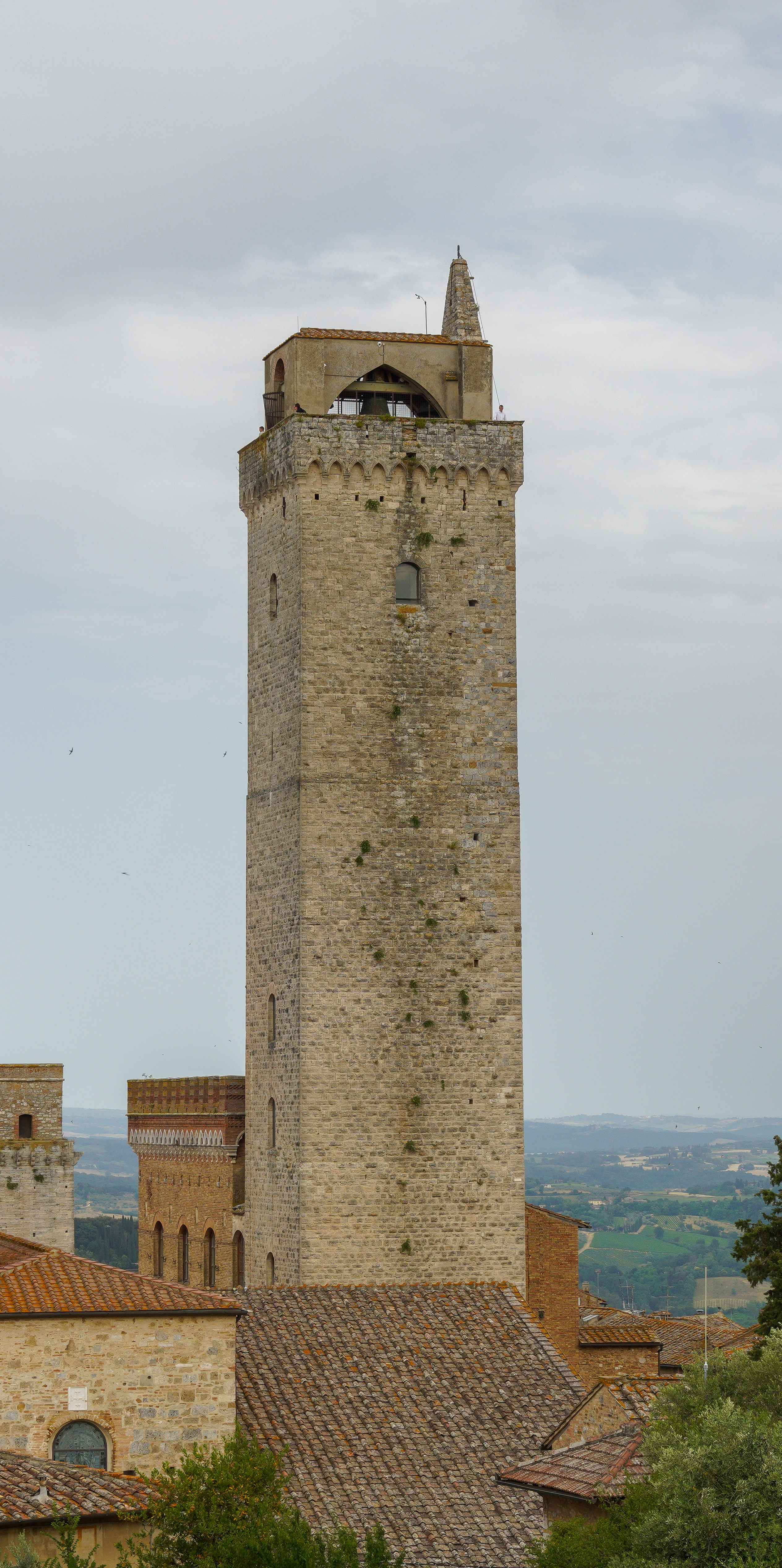
La Torre Grossa
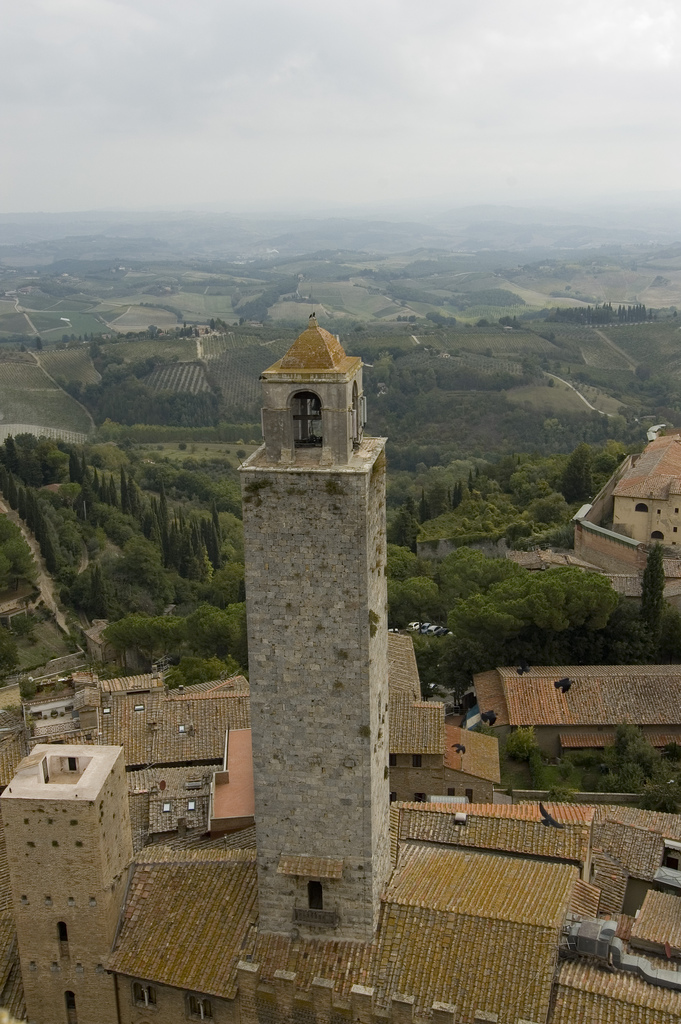
La Rognosa
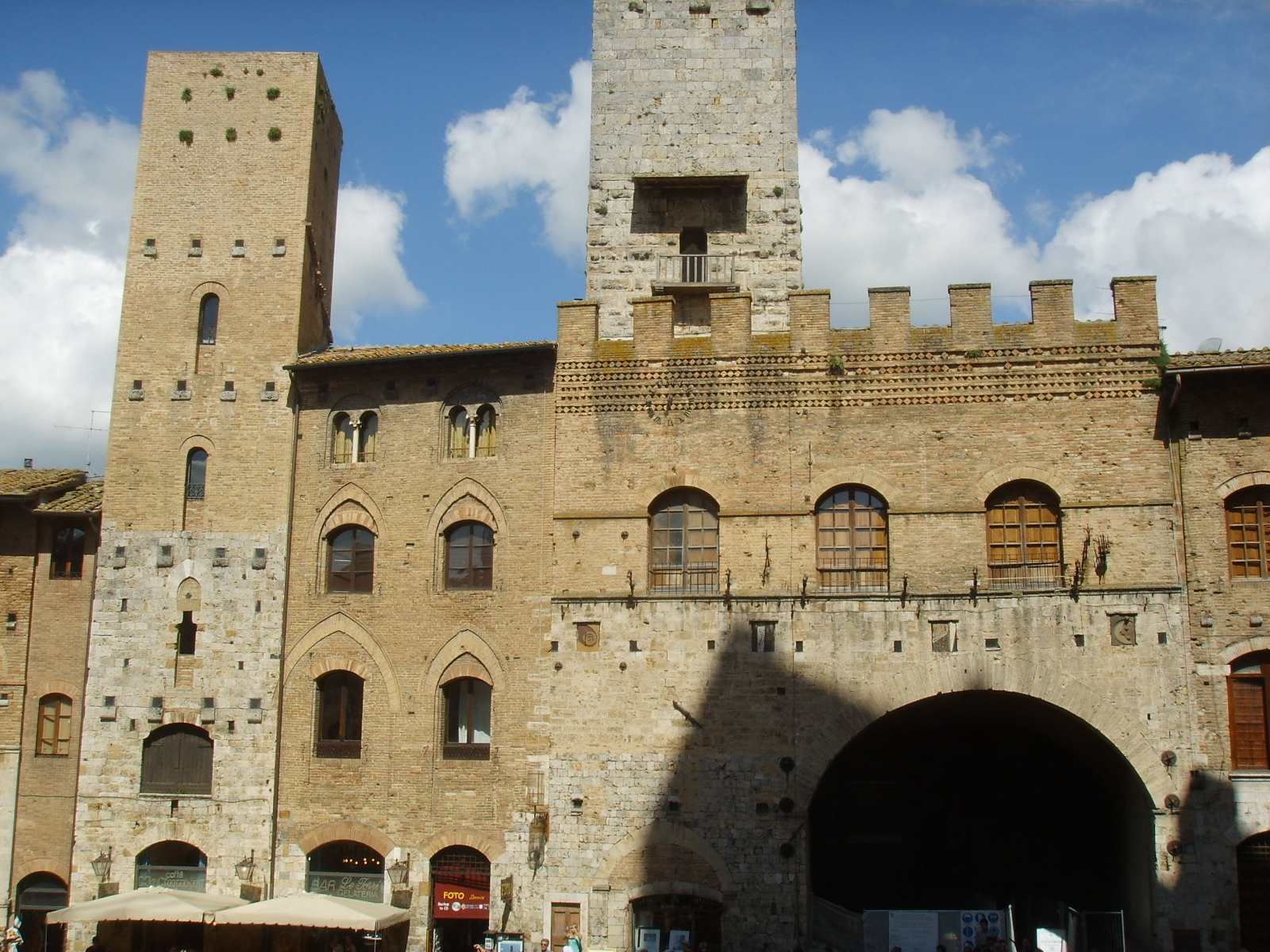
El Palazzo vecchio del Podestà y la Torre Chigi (a la izquierda)
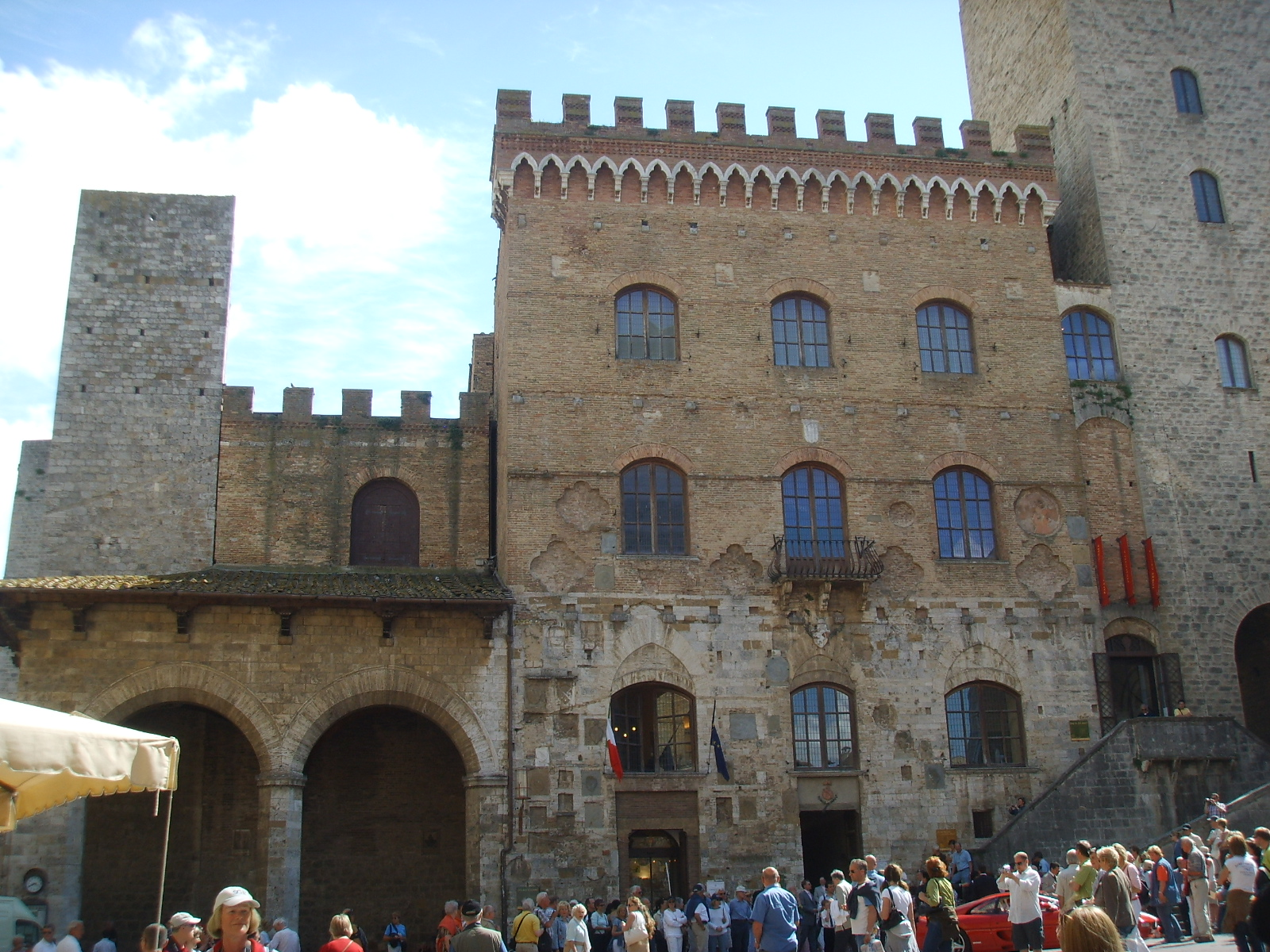
El Palazzo nuovo del Podestà
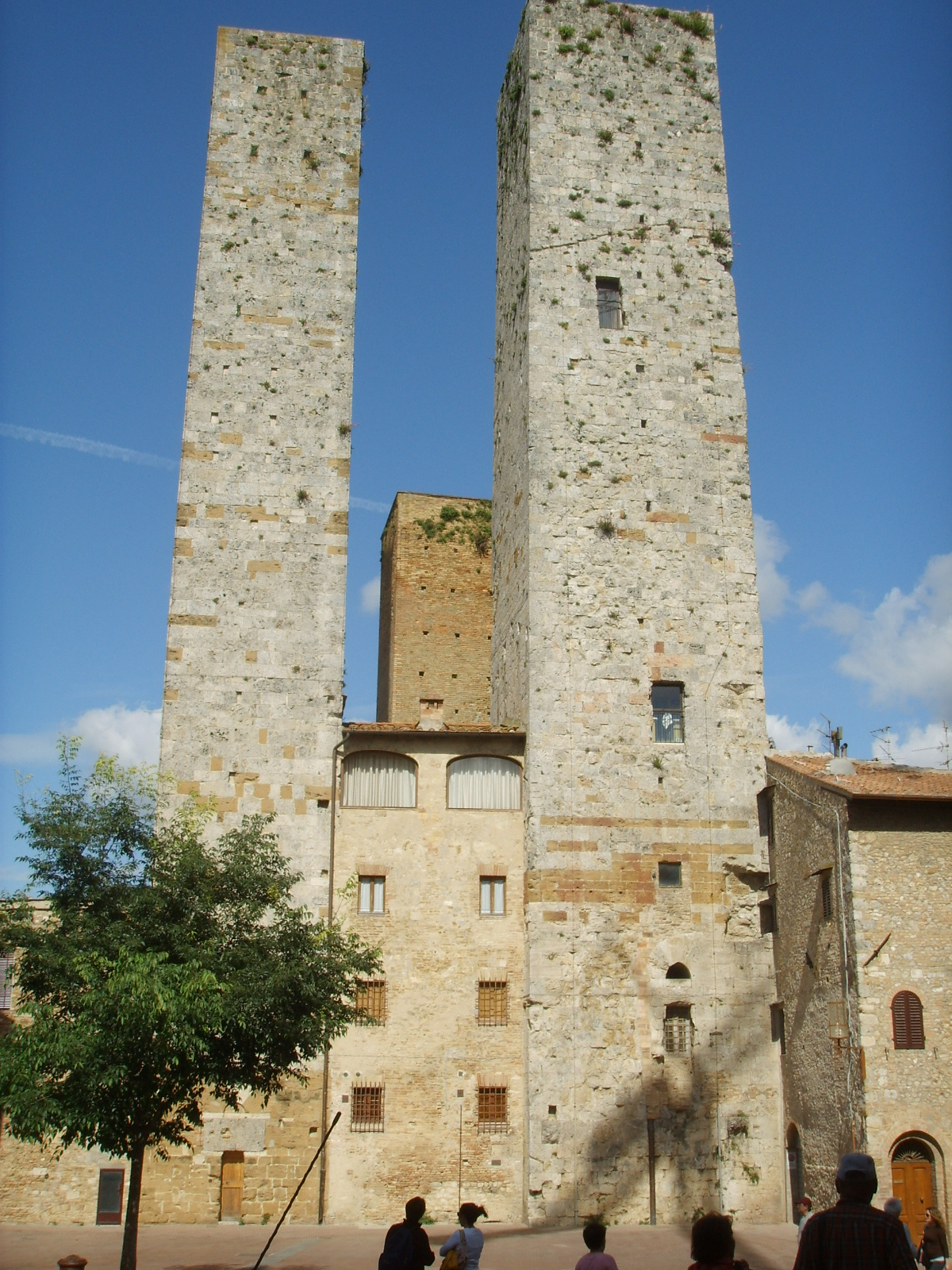
Las Torri dei Salvucci